# Jasmila Žbanić
Jasmila Žbanić est une réalisatrice bosnienne née à Sarajevo le 19 décembre 1974.

## Biographie
Žbanić est née à Sarajevo le 19 décembre 1974 dans une famille bosniaque. Žbanić a eu un parcours scolaire local avant de rejoindre l'Académie des arts du spectacle de Sarajevo, où elle a obtenu un diplôme. Elle a travaillé pendant un certain temps aux États-Unis comme marionnettiste au Bread and Puppet Theater dans le Vermont et comme clown dans un atelier de Lee De Long. En 1997, après son retour en Bosnie-Herzégovine, elle fonde l'association d'artistes « Deblokada » (qui signifie « déblocage ») et commence à réaliser des documentaires et des courts métrages.
Grâce à Deblokada, Žbanić a écrit et produit de nombreux documentaires, vidéos et courts métrages. Son travail a été vu dans le monde entier, projeté dans des festivals de cinéma et montré dans des expositions telles que la Manifesta 3 en Slovénie en 2000, la Kunsthalle Fridericianum à Kassel en 2004 et la Biennale d'Istanbul en 2003.
Depuis, elle a réalisé des longs métrages bien accueillis par la critique. Son long métrage Grbavica (Sarajevo, mon amour) de 2006 a remporté l'Ours d'or au 56e Festival international du film de Berlin, le Grand Prix du jury au Festival international de la compétition des longs métrages en 2006, et a reçu le prix du meilleur film européen et du prix de la meilleure actrice européenne en 2006. Son film de 2010 Na putu (Le Choix de Luna), qui explore la relation d'un jeune couple vivant à Sarajevo, a été projeté au 60e Festival international du film de Berlin.
Le film dramatique de guerre Quo Vadis, Aida? (La Voix d'Aïda) a remporté le prix du public au 50e Festival international du film de Rotterdam, le prix du meilleur film international au Festival du film de Göteborg en 2021, est passé au 77e Festival international du film de Venise et a également remporté le prix du meilleur film international aux 36e Independent Spirit Awards. De plus, en mars 2021, le film a été nommé pour le meilleur film pas en langue anglaise et Žbanić a été nommée pour le meilleur réalisateur aux 74e British Academy Film Awards. Le 15 mars 2021, le film de Žbanić a été nommé pour le meilleur long métrage international à la 93e cérémonie des Oscars. Lors de la 34e cérémonie des European Film Awards qui s'est tenue en décembre 2021, Quo Vadis, Aida? a remporté le prix du meilleur film. En outre, Žbanić a remporté le prix du meilleur réalisateur et Jasna Đuričić a remporté le prix de la meilleure actrice lors de la même cérémonie.
En 2023, elle réalise la série I Know Your Soul (Znam kako dišeš), en six épisodes. Cette série dramatique a pour personnage principal une procureure dans le Sarajevo contemporain. Une diffusion en version française est faite sur Arte en 2025. Selon Télérama, la série entend "dresser un tableau sociologique des failles de la société bosniaque".

## Filmographie

### Courts métrages
- 1998 : Made in Sarajevo - segment Noc je. Mi svijetlimo
- 2000 : Red Rubber Boots
- 2008 : Stories on Human Rights - segment Participation

### Longs métrages
- 2006 : Sarajevo, mon amour (Grbavica)
- 2010 : Le Choix de Luna (Na Putu)
- 2013 : Les Femmes de Visegrad (For Those Who Can Tell No Tales)
- 2014 : L'été sera chaud (Love Island)
- 2020 : La Voix d'Aïda

### Série télévisée
- 2023 : The Last of Us - épisode 6 : Parenté (Kin)
- 2023: I Know Your Soul (Znam kako dišeš)[12]

## Distinctions
- Berlinale 2006 : Ours d'or et prix du jury œcuménique pour Sarajevo, mon amour
- Festival international du film d'Erevan 2010 : prix FIPRESCI pour Le Choix de Luna
- Arras Film Festival 2020 : Atlas d'or du meilleur film pour Quo vadis, Aida ?
- Prix du cinéma européen 2021 :  Meilleure réalisation pour Quo vadis, Aida ?